# سكوت ماير
سكوت ماير (بالإنجليزية: Scott Meyer)‏ هو لاعب كرة قاعدة أمريكي، ولد في 19 أغسطس 1957 في إفرغرين بارك في الولايات المتحدة.

## وصلات خارجية
- سكوت ماير على موقعبيزبول رفرنس.كوم (الدوري الرئيسي) (الإنجليزية)